# Sucker Punch (album Sigrid)
Sucker Punch – debiutancki album studyjny norweskiej piosenkarki Sigrid. Został wydany 8 marca 2019 nakładem wydawnictwa Island Records. Na płycie znalazło się dwanaście utworów, w tym pięć singli Don't Kill My Vibe, Strangers, Sucker Punch, Don't Feel Like Crying i Mine Right Now. Dwa utwory zostały wydane także na minialbumie Don't Kill My Vibe dwa lata wcześniej.
Za jego produkcję odpowiadają Martin Sjølie, Odd Martin Skalnes, Oscar Holter, Askjell Solstrand, Patrik Berger i Martin Stilling. Wśród autorów tekstów, oprócz Sigrid i wymienianych wcześniej producentów pojawili się między innymi Emily Warren i Noonie Bao.
Album był na pierwszym miejscu norweskiej listy przebojów VG-lista w następnym tygodniu po jego wydaniu. Ponadto znalazł się w pierwszej piątce list w Irlandii, Szkocji i Wielkiej Brytanii.

## Lista utworów
| Nr  | Tytuł utworu             | Tekst                                                    | Produkcja                  | Długość |
| --- | ------------------------ | -------------------------------------------------------- | -------------------------- | ------- |
| 1.  | „Sucker Punch”           | Sigrid Raabe, Emily Warren, Martin Sjølie                | Sjølie, Odd Martin Skalnes | 3:14    |
| 2.  | „Mine Right Now”         | Raabe, Warren, Sjølie                                    | Sjølie, Skalnes            | 3:23    |
| 3.  | „Basic”                  | Raabe, Jonny Lattimer                                    | Sjølie, Skalnes            | 3:37    |
| 4.  | „Strangers”              | Raabe, Sjølie                                            | Sjølie                     | 3:53    |
| 5.  | „Don't Feel Like Crying” | Raabe, Warren, Oscar Holter                              | Holter                     | 2:37    |
| 6.  | „Level Up”               | Raabe, Warren, Sjølie                                    | Sjølie, Skalnes            | 2:17    |
| 7.  | „Sight of You”           | Raabe, Askjell Solstrand                                 | Solstrand                  | 3:57    |
| 8.  | „In Vain”                | Raabe, Joseph Janiak                                     | Solstrand                  | 4:07    |
| 9.  | „Don't Kill My Vibe”     | Raabe, Sjølie                                            | Sjølie                     | 3:04    |
| 10. | „Business Dinners”       | Raabe, Jonnali Parmenius, Patrik Berger, Martin Stilling | Berger, Stilling           | 2:48    |
| 11. | „Never Mine”             | Raabe, Parmenius, Sjølie                                 | Sjølie                     | 3:38    |
| 12. | „Dynamite”               | Raabe, Solstrand                                         | Solstrand                  | 3:51    |
|     |                          |                                                          |                            | 40:26   |

Źródło: 

## Notowania na listach przebojów
| Notowanie (2015)                           | Najwyższa pozycja |
| ------------------------------------------ | ----------------- |
| Australia (Top 50 Albums)                  | 84                |
| Austria (Ö3 Austria Top 40)                | 51                |
| Belgia (Ultratop 200 Albums, Flandria)     | 34                |
| Belgia (Ultratop 200 Albums, Wallonia)     | 151               |
| Holandia (Mega Album Top 100)              | 33                |
| Niemcy (GfK Entertainment)                 | 63                |
| Irlandia (Albums Chart)                    | 4                 |
| Norwegia (VG-lista)                        | 1                 |
| Szkocja (OCC)                              | 4                 |
| Szwecja (Sverigetopplistan)                | 57                |
| Szwajcaria (Alben Top 100)                 | 54                |
| Wielka Brytania (UK Albums Chart)          | 4                 |
| Stany Zjednoczone (Top Heatseekers Albums) | 3                 |